# Нарцистична реакція
Нарцистична реакція (англ. narcissistic reaction) — вироджене перетворення, в якому структура продуктів може бути розглянена як відбиток структури реактантів у дзеркальній площині, яка є елементом симетрії відсутнім як у реактантах, так і в продуктах, напр., пірамідальна інверсія амонію. При цьому обертання або трансляції молекул продукту не можуть сумістити його з дзеркальними відображеннями молекул реактанту.